# Col·làtia
Col·làtia (en llatí Collatia, en grec antic Κολλατία) va ser una antiga ciutat del Laci situada a unes 10 milles a l'est de Roma entre Gabii i el riu Annio.
Segons Virgili era una colònia de la ciutat d'Alba Longa, cosa que també diu Dionís d'Halicarnàs. En canvi Titus Livi diu que era una ciutat sabina abans de la seva conquesta pels romans, quan la ciutat apareix per primera vegada a la història durant el regnat de Tarquini Prisc, que la va posar sota domini romà. Tarquini Prisc va aconseguir la seva total rendició (deditio) i hi va instal·lar una guarnició. Va nomenar governador al seu nebot Egeri, i des de llavors va ser conegut amb el cognomen de Col·latí (Collatinus), que va transmetre als seus descendents. Luci Tarquini Col·latí, el marit de Lucrècia, vivia a Col·làtia quan Tarquini el Superb assetjava Ardea, després dels fets luctuosos que van portar al desterrament dels Tarquinis.
La ciutat va decaure, i en temps de Ciceró havia perdut molta població. Estrabó diu que era només un poblet petit, i Plini el Vell l'anomena en una llista d'antics pobles del Laci que en el seu temps ja no existien.
La ciutat ja no es menciona més, però el nom va perviure gràcies a la Via Collatina Antica, una via romana que s'havia construït per anar de Roma a aquesta ciutat.